# Mennica w Złotym Stoku
Mennica w Złotym Stoku – mennica działająca w Złotym Stoku w latach 1520-1621. W późniejszych latach pełniła funkcje urzędu górniczego, sądowego oraz gimnazjum chemicznego.
Budynek wpisany jest do rejestru zabytków:  mennica, ob. mieszkania, pl. Kościelny 1, XVI, XIX, nr rej.: A/5199/806/WŁ z 14.04.1981

## Architektura
Jest to budynek pierwotnie zbudowany z cegły i kamienia z dachem pokrytym dachówką otoczony kamiennym murem. Główne wejście na wewnętrzny dziedziniec prowadziło przez korytarz zamknięty z obu stron bramami. Z piwnicy mennicy prowadził wąski i niski tunel do krypty pod kościołem ewangelickim. Dzięki swojej architekturze, mennica została zbudowana w taki sposób, który pomógł jej uchronić się przed rabusiami.

## Historia
Wybudowana mennica w 1520 roku rozpoczęła bicie monet. Wcześniej miejscem produkcji monet był zamek. Ród Podiebradów monety bił do 1570 roku. Wilhelm z Rožemberku, właściciel miasta dostał prawo na bicie monet w 1581 do swojej śmierci w 1592 r. Do 1595 roku w mennicy monety bite były przez brata magnata Piotra Wocka. Następnym właścicielem był książę Joachim Fryderyk. Po wojnie trzydziestoletniej w mennicy znajdowała się probiernia.  W latach 1769– 1779 w budynku mennicy mieścił się Wyższy Urząd Górniczy, który zarządzał wszystkimi kopalniami na Śląsku, a po nim Deputacja Górnicza. Do 1903 roku mieścił się w budynku Sąd Miejski, a po wojnie, w latach 1947– 1949 uczyli się w niej uczniowie Gimnazjum Chemicznego. Obecnie jest to budynek mieszkalny.

## Władcy bijący monety w mennicy
- 1507 – 1511 – Albrecht, Karol I
- 1511 – 1536 – Karol I
- 1536 – 1552 – Joachim, Henryk II, Jerzy II, Jan
- 1553 – 1565 – Jan Oleśnicki
- 1563 – 1569 – Henryk III, Karol II
- 1581 – 1592 – Wilchelm z Rožemberku
- 1592 – 1595 – Piotr Wock
- 1600 – 1602 – Joachim Fryderyk
- 1602 – 1605 – Anna Maria (żona Joachima Fryderyka)
- 1603 – 1621 – Jan Chrystian, Jerzy Rudolf[2][3]